# 格陵蘭犬
格陵蘭犬（英文：Greenland Dog，別名格陵蘭哈士奇，Greenland Husky）是一種大型的哈士奇犬，主要作為一種用於狩獵北極熊和海豹的雪橇犬。
這種古老的犬種被認為是第一批來到格陵蘭的因紐特人帶來的狗的後代。

## 外表

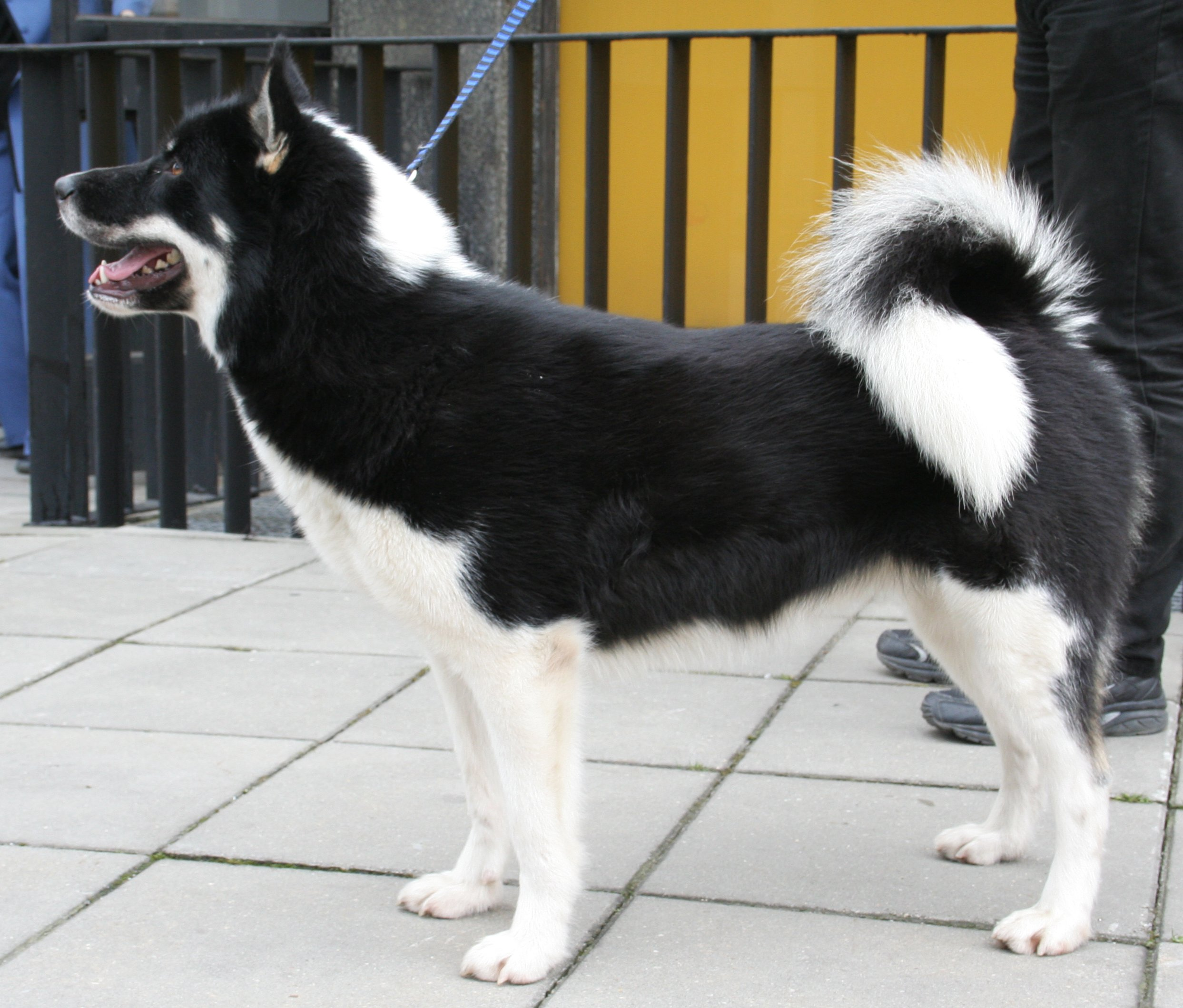
格陵蘭犬

格陵蘭犬是一種充滿力量、體型龐大的狗。牠們具有寬大呈楔型的頭，並有著一雙稍微向上翹起的眼；牠們的耳朵細小呈三角狀，由一層厚厚的毛皮覆蓋以防凍傷。除此之外，牠們擁有強而有力、肌肉發達的四肢，其上長有短毛。牠們的尾巴通常捲在背上，但也可能像狼一般下垂。當格陵蘭犬躺下來休息、並蜷曲著身子時，尾巴通常會遮住鼻子。牠們的毛有兩層，長度只屬中等；內層由像羊毛一樣保暖的短毛組成，而外層則是較長、較粗和防水的毛皮。
在大部分格陵蘭犬的肩頭上，都有一個稱為“úlo”的三角形部位。因為該部位的形狀很像一種名叫"úlo"，在格陵蘭很常見的女性用刀，所以名為“úlo”。
公犬（肩高58－68厘米）明顯比母犬（肩高51－61厘米）高。

### 性格特點

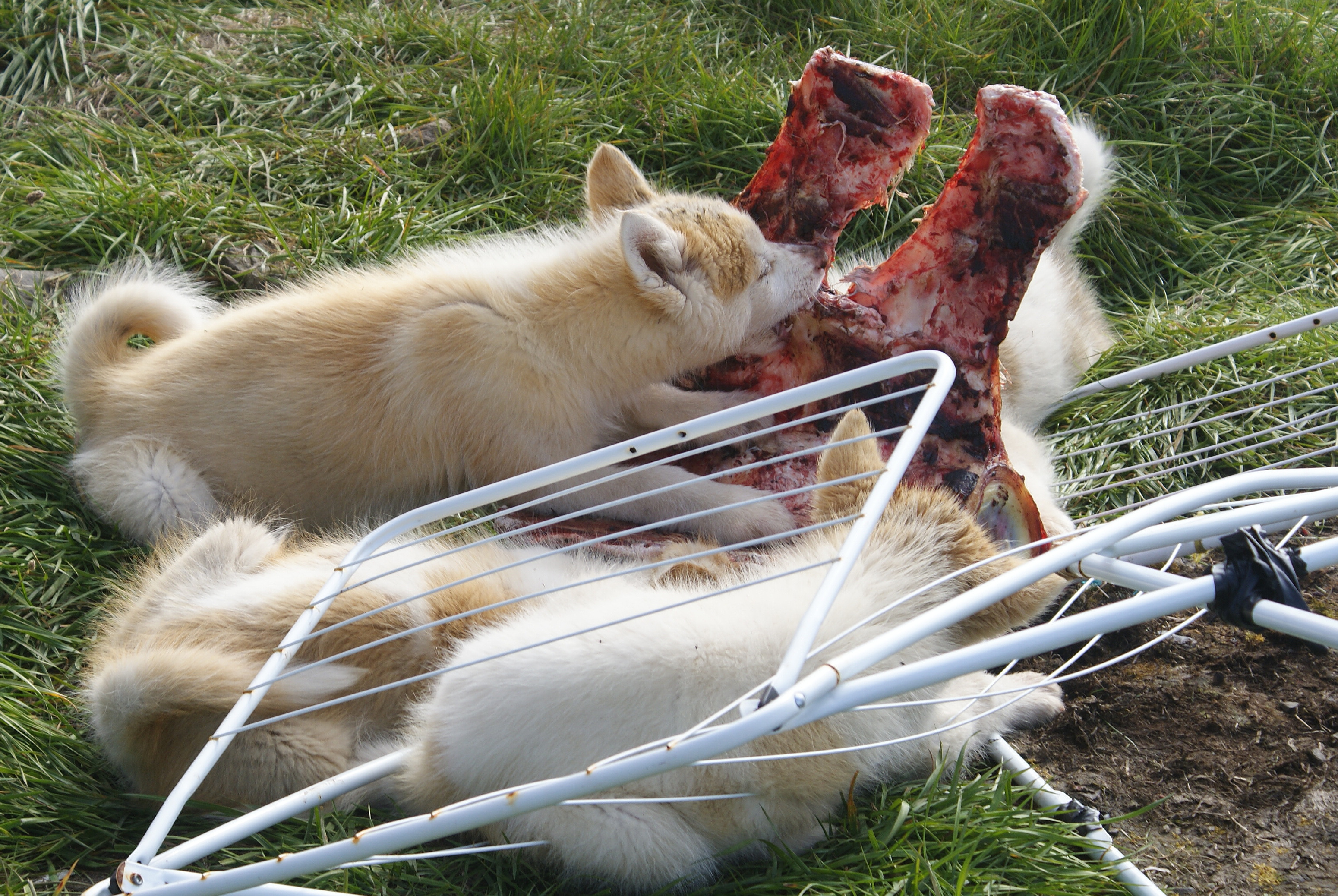
兩隻幼犬正在啃吃著麝牛的遺骸。在格陵蘭牠們通常在成熟之前都不會被拴起來，任其自由奔跑。

在格陵蘭此品種存在於和牠出現的時期接近的環境，而且多半以一種重視力量及速度多於其可變性的工作犬的形式存在。而作為長期生活在一個類似牠們的狼群祖先的社會結構的結果，牠們需要一個非常堅決和有自信心的主人才能馴服。

## 歷史

### 史前
格陵蘭犬的祖先起源於西伯利亞北部、阿拉斯加、加拿大和格陵蘭的北極沿海地區。
格陵蘭犬因隨同因紐特人而成為最早到達格陵蘭的犬種，另外，從他們的文物中發現，他們的狗和雪橇起源自新西伯利亞群島，這使牠們成為世界上最古老的犬種之一。

### 現況
此犬種已經在格陵蘭絕種，但在其他地方仍是一種常見的雪橇犬。

## 相關
- 加拿大愛斯基摩犬